# Nadleśnictwo Włodawa
Nadleśnictwo Włodawa – jednostka organizacyjna Lasów Państwowych podległa Regionalnej Dyrekcji Lasów Państwowych w Lublinie. Siedziba nadleśnictwa znajduje się w Susznie, powiecie włodawskim, w województwie lubelskim.
Nadleśnictwo obejmuje część powiatów włodawskiego, bialskiego i parczewskiego. Graniczy z Poleskim Parkiem Narodowym. Wschodnią granicę nadleśnictwa stanowi granica państwowa z Białorusią.

## Historia
Nadleśnictwo Włodawa powstało w lipcu 1944 i objęło znacjonalizowane przez komunistów lasy prywatne. W 1948 powstały nadleśnictwa Wisznice i Kołacze, które w 1974 wraz z częścią nadleśnictwa Dubeczno zostały częściowo przyłączone do nadleśnictwa Włodawa.

## Ochrona przyrody
Na terenie nadleśnictwa znajduje się jeden rezerwat przyrody - Warzewo.

## Drzewostany
Typy siedliskowe lasów nadleśnictwa (z ich udziałem procentowym):
- las mieszany świeży 39,46%
- las mieszany wilgotny 16,75%
- bór mieszany świeży 15,87%
- bór mieszany wilgotny 8,27%
- bór świeży 6,43%
- ols 6,33%
- las świeży 3,98%
- las wilgotny 1,44%
- inne <1%

Gatunki lasotwórcze lasów nadleśnictwa (z ich udziałem procentowym):
- sosna 52%
- brzoza 15%
- dąb 15%
- olcha 11%
- inne 7%

Przeciętna zasobność drzewostanów nadleśnictwa wynosi 246 m³/ha, a przeciętny wiek 59 lat.